# Kalle Svensson
Karl-Oskar "(Rio-)Kalle" Svensson (Västerlöv, 11 november 1925 – Helsingborg, 15 juli 2000) was een Zweeds profvoetballer die als doelman vrijwel zijn gehele carrière voor Helsingborgs IF uitkwam. Svensson was onderdeel van het Zweeds voetbalelftal op vier grote eindronden. Op al deze eindronden wist de doelman een medaille te behalen.

## Clubcarrière
Als 14-jarige begon Karl-Oskar Svensson te voetballen bij Kullavägens BK, waar hij tot 1943 bleef, toen hij de overstap maakte naar Helsingborgs IF. Op 4 juni 1944 debuteerde Svensson voor Helsingborgs in de Allsvenskan, op 18-jarige leeftijd. In zijn debuut moest hij tweemaal 'vissen'. Het was de eerste van een totaal van 349 Allsvenskan-wedstrijden die de keeper voor Helsingborgs onder de lat zou staan. Dit aantal werd door slechts twee andere doelmannen verbeterd, wat een andere doelman echter niet wist te 'verbeteren' is het record van het meeste aantal tegendoelpunten in de Allsvenskan: 575 keer moest Kalle een treffer incasseren.
Met Helsingborgs wist hij echter nooit kampioen te worden, maar Svensson eindigde met Helsingborg wel acht keer in de top vier: tweemaal tweede, driemaal derde en tevens driemaal vierde. In de Allsvenskan van 1948/49 werd het kampioenschap echter misgelopen op basis van doelsaldo en in 1953/54 was GAIS Göteborg met één punt meer dan Helsingborgs de Zweedse kampioen. In 1952 was Svensson de allereerste doelman die de Guldbollen won, de prijs voor de beste Zweedse voetballer van het afgelopen jaar.
In mei 1959, na 312 competitiewedstrijden voor Helsingborgs waarvan 117 onafgebroken sinds september 1953, stopte Svensson met keepen op het hoogste niveau en ging hij naar derdeklasser Gunnarstorps IF. Gunnarstorps bracht hij naar de Division 1 en in juni 1961 keerde Svensson terug naar Helsingborgs IF, waar hij bleef tot het definitieve einde van zijn carrière in 1962. Zijn laatste officiële wedstrijd speelde de doelman op 21 oktober van dat jaar, zijn 349e Allsvenskan-optreden.
Een standbeeld van Svensson staat buiten het Olympia. Buiten het voetbal om was Kalle ook brandweerman in Helsingborg.

## Interlandcarrière
Svensson ging met Zweden mee naar de Olympische Spelen in 1948 in Londen, maar kwam niet in actie in het toernooi, waar de Zweden de gouden plak behaalde, door de uitstekende prestatie van Torsten Lindberg. Helsingborgs' succesvolle seizoen 1948/49 werd op 13 mei 1949 beloond met Svensson's interlanddebuut tegen Engeland (3-1 winst). Hierna werd Svensson al gauw eerste keeper doordat Lindberg, al ruim dertig jaar, tegen het einde van zijn carrière aanzat.
Op het WK voetbal 1950 in Brazilië overleefde Zweden een poule met verdedigend wereldkampioen Italië. In het Maracanã ging Zweden tegenover Brazilië, gesteund door 139.000 supporters, met 7-1 onderuit en werd uiteindelijk de bronzen medaille behaald. Svensson speelde alle vijf de wedstrijden op het WK, waarvan hij in de wedstrijden tegen Italië en Spanje uitblonk, wat hem de bijnaam Rio-Kalle opleverde.
Twee jaar later ging Svensson opnieuw mee naar de Olympische Spelen, ditmaal in Helsinki. In Finland bleek het Hongarije van Ferenc Puskás in de halve finale echter veel te sterk (6-0), maar werd de troostfinale van Duitsland wel gewonnen waardoor Svensson zijn derde eremetaal op een groot eindtoernooi binnensleepte. Op zijn vierde en laatste medaille moest Svensson nog acht jaar wachten, aangezien Zweden zich niet wist te plaatsen voor het WK 1954 en niet deelnam aan de Spelen van 1956.
In 1958 was Zweden als organisator automatisch geplaatst voor het wereldkampioenschap van 1958. Svensson incasseerde in de eerste vijf wedstrijden van het toernooi slechts twee tegendoelpunten, waardoor Zweden zich zonder al te veel problemen langs de Sovjet-Unie (2-0) en West-Duitsland (3-1) wist te manoeuvreren en zo de finale te bereiken. Op 29 juni 1958 was Brazilië, met het 17-jarige supertalent Pelé als uitblinker in de gelederen, met 5-2 te sterk in het Råsundastadion, waardoor Zweden op de tweede plek eindigde Het was de laatste wedstrijd die Rio-Kalle namens de nationale ploeg speelde. In totaal had hij 73 interlands gespeeld in tien jaar.